# Robert Charles Zaehner
Robert Charles Zaehner (Sevenoaks, 8 april 1913 – Oxford, 24 november 1974) was een Engelse hoogleraar in de religie en ethiek van oosterse religies aan de Universiteit van Oxford. Daarnaast was Zaehner een kenner van diverse oosterse talen en enkele jaren verbonden aan de Britse inlichtingendienst MI6.

## Leven en werk
Tussen 1933 en 1937 studeerde Zaehner Grieks, Latijn, Perzisch en Avestisch aan Christ Church aan de Universiteit van Oxford. Tijdens de Tweede Wereldoorlog tot 1947 was Zaehner in Iran, waar hij voor de Secret Intelligence Service zijn talenkennis inzette. In deze periode bekeerde Zaehner zich ook tot het katholieke geloof. Bij terugkomst in Engeland was hij nog tot 1949 in dienst van MI6, voor welke organisatie hij zich bezighield met de training van anti-communistische Albanezen op Malta.
Vervolgens werd Zaehner in 1950 kortstondig docent Perzisch in Oxford. In 1951 was hij opnieuw als diplomaat werkzaam in Teheran, waar hij onder meer hielp de nationalisatie van de olievelden terug te draaien (bekend als de Abadan-crisis). De slangenkuil van de politiek was niet naar Zaehners smaak, en in 1952 keerde hij terug naar Oxford, waar hij tot zijn dood hoogleraar in de religie en ethiek van oosterse religies zou zijn, als Spalding professor.
Zaehner had een brede interesse: hij was expert in de Perzische taal, maar bestudeerde ook het Hindoeïsme. In voordrachten voor de BBC-radio eind 1970 bekeek hij de invloed van oosterse religies op moderne westerse bewegingen. Enkele van Zaehners boeken werden in het Nederlands vertaald.

## Publicaties
- (nl)  R.C. Zaehner: Mystiek. Sacraal en profaan. Een onderzoek betreffende een aantal bovennatuurlijke ervaringen. Amsterdam, De Bezige Bij, 1969
- (nl)  R.C. Zaehner: Zo zoekt de mens zijn God. Rotterdam, Donker, 1970
- Zaehner, R. C. (1940). A Zervanite Apocalypse. Bulletin of the School of Oriental and African Studies 10/2: 377–398 (SOAS: London).
- Zaehner, R. C. (1955). Zurvan, a Zoroastrian dilemma. Clarendon, Oxford. ISBN 0-8196-0280-9).
- Zaehner, R. C. (1961). The Dawn and Twilight of Zoroastrianism. Putnam, New York. ISBN 1-84212-165-0.
- Zaehner, R. C. (1975). Teachings of the Magi: Compendium of Zoroastrian Beliefs. Sheldon, New York. ISBN 0-85969-041-5.